# Sion (veicolo elettrico)
La Sion è stato un progetto su un'auto interamente elettrica con integrazione di celle solari (SEV) annunciato dalla Start Up tedesca Sono Motors. Si sarebbe dovuto poter ricaricare la batteria della Sion utilizzando la rete elettrica o le celle solari integrate nella carrozzeria.

## Storia
I fondatori di Sono Motors hanno lavorato alla realizzazione della Sion dal 2012. Nel 2016 e nel 2017, grazie a diverse campagne di finanziamento collettivo sono stati raccolti oltre 2 milioni di euro necessari per lo sviluppo del progetto.
In luglio 2016 è stato presentato un rendering del veicolo.
Dall'agosto 2017, ci sono due prototipi funzionanti costruiti da Roding Automobile, la cui forma e funzionalità erano molto simili al prodotto finale. La progettazione, l'attrezzatura e la produzione dovevano essere ulteriormente ottimizzate prima della realizzazione finale. Le modifiche della Sion tenevano conto dei suggerimenti e delle impressioni ricevute durante gli oltre 13.000 test drive nel 2017 e 2018 in 7 paesi e 61 città europee.
Nell'autunno 2017, secondo Sono Motors, lo sviluppo di serie era iniziato, in collaborazione con vari partner. Il Crashtest o Omologazione sarebbe dovuta avvenire nel 2018. La produzione in serie e la consegna della Sion sarebbe dovuta iniziare a metà 2019.
Nel 2017, diversi investitori si sono uniti a Sono Motors, tra cui il fondatore del fornitore tedesco di servizi energetici Juwi e il gruppo Böllinger.
Il 9 maggio 2018 Sono Motors annunciò la collaborazione con il fornitore automobilistico tedesco ElringKlinger per lo sviluppo e la produzione della batteria per la produzione in serie della Sion. Il volume totale del contratto ammontava a diverse centinaia di milioni di euro per un periodo di otto anni.
Il 6 giugno 2018 Sono Motors annunciò in un comunicato stampa che la Sion sarebbe stata dotata di fanali LED finora mai montati in vetture di questa categoria di prezzo. il nuovo partner Automotive Solutions Germany GmbH (ASG) sviluppò una nuova tecnica di illuminazione per le auto appositamente per Sono Motors.
Secondo un comunicato stampa della Sono Motors, il 14 giugno 2018 erano state raggiunte 5.000 prenotazioni della Sion.
Il 17 aprile 2019, era stato annunciato che la produzione si sarebbe dovuta svolgere al National Electric Vehicle Sweden (NEVS) nella località Trollhättan (Svezia) nell'ex stabilimento del costruttore di automobili SAAB.

## Specifiche tecniche
Sion era una vettura elettrica con integrazione solare per la ricarica della batteria. Inoltre si poteva cicaricare la batteria con una presa Tipo 2, CCS e con la presa domestica Schuko.

### Autovettura
Il motore era elettrico asincrono trifase da 120 kW (163 Hp). La tensione del motore era di 400 V. La trazione era anteriore e la velocità massima 140 km/h.

### Celle solari (sistema viSono)

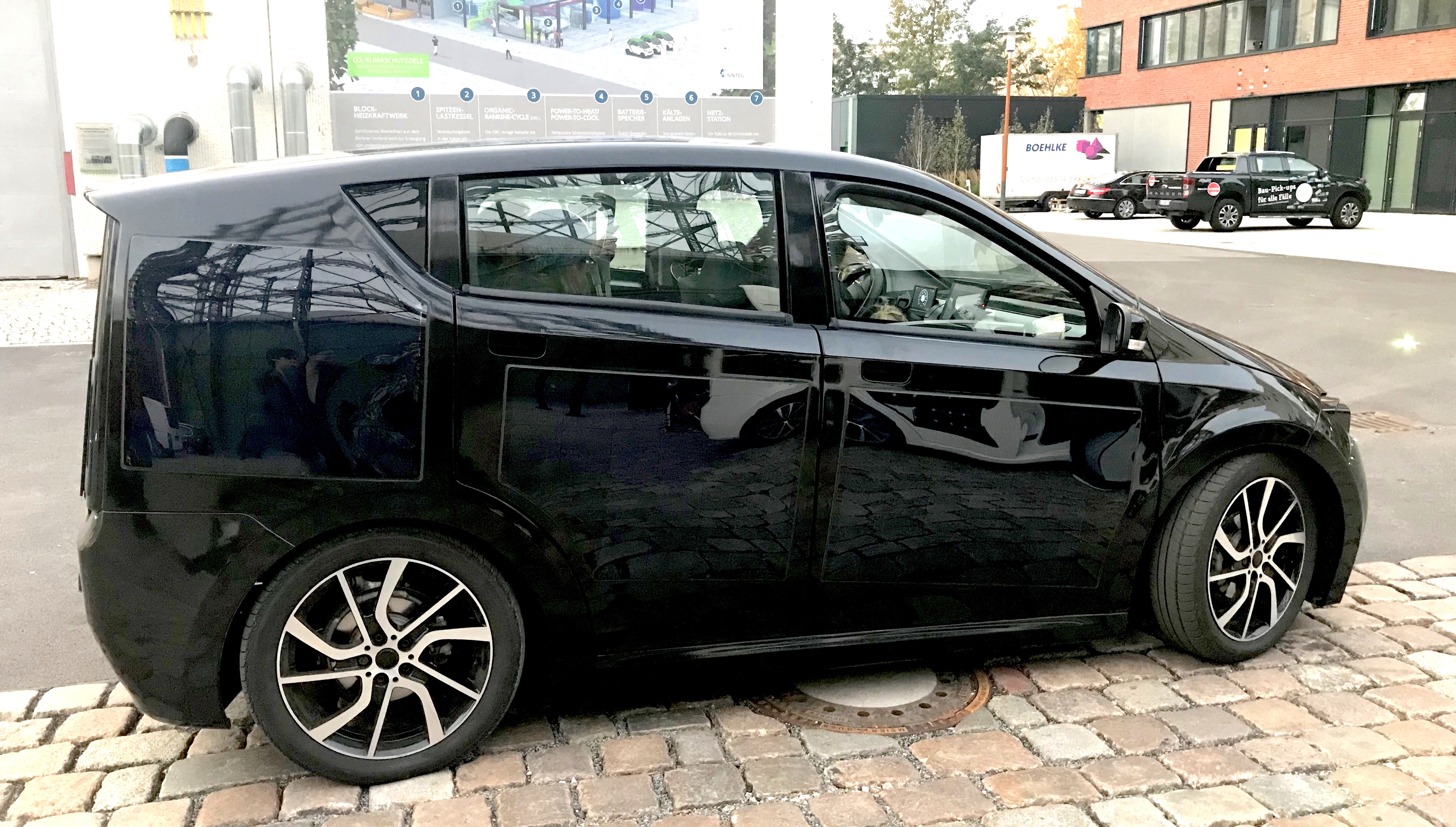
Vista laterale del prototipo nero sul 13.10.2017

Le celle solari in silicio monocristallino ad alta efficienza (soprattutto efficienti in condizioni di luce diffusa, dovevano comunque raggiungere il 100% della loro capacità potenziale con angoli di incidenza della luce fino a 70°) erano integrate nel tetto, nel cofano e nell'intera carrozzeria. Le celle fotovoltaiche raggiungevano 1208 Watt di picco, il che significa che in condizioni favorevoli in Europa centrale di irraggiamento era possibile avere 34 km di autonomia aggiuntiva (circa 10.000 Km in un anno).

### Caratteristiche
Sion Motors perseguiva una strategia basata su un unico prodotto, ciò significa che la Sion poteva essere disponibile in un'unica versione, l'unico optional doveva essere il gancio da traino per rimorchi fino a 750 kg.
La Sion era un'auto a 5 porte e 5 posti. I sedili erano tutti ribaltabili. Il sedile del conducente era regolabile in altezza e posizione. Il colore esterno era nero. Il bagagliaio aveva una capacità standard di 650 l e poteva essere aumentato fino a un totale di 1250 l abbattendo i sedili posteriori. All'interno, un filtro naturale in muschio regolava l'umidità e filtrava le polveri sottili (breSono). Gli airbag anteriori e posteriori potevano essere disattivati, in modo da poter utilizzare i seggiolini per bambini. Il freno a mano elettrico era integrato nella console centrale.
Sion doveva essere dotata di ABS, airbag per guidatore e passeggero (disattivabili), frontali e laterali con protezione testa e torace nella parte anteriore ed ESP con controllo della trazione.

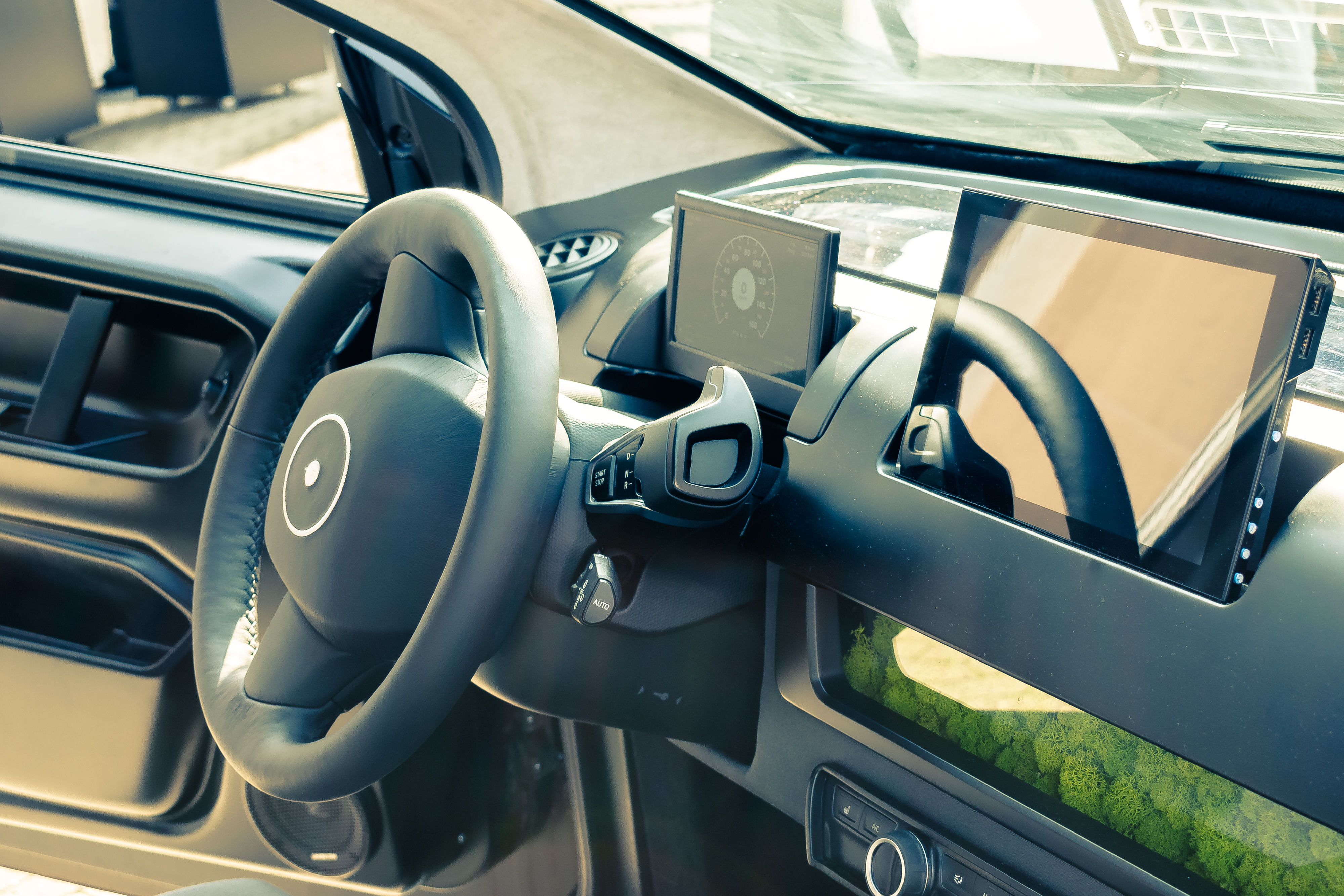
Interno del prototipo, 26.08.2017

### V2G e V2V Alimentazione rete domestica e Alimentazione di altri EV (biSono)
Il sistema di ricarica bidirezionale avrebbe consentito la ricarica di altri veicoli elettrici (11 kW) tramite un'ulteriore presa di tipo 2, nonché l'alimentazione della rete domestica di casa (2,7 kW / 230 V) tramite una presa Schuko.

### Critica
In diversi forum di elettromobilità, critiche sono state espresse circa la elevata difficoltà del progetto, mettendo in dubbio la sua realizzazione. Nei veicoli prototipo, singoli osservatori hanno riconosciuto parti dell'interno, del telaio e della guida della BMW i3 con un marchio BMW nascosto o rimosso. Questo ha messo in discussione la validità del prototipo, mettendo in dubbi la credibilità degli annunci.
Il 14 settembre 2017, Sono Motors ha risposto a questa critica nei social network e nei forum.
Da allora sono stati pubblicati migliaia di articoli in giornali e portali di tutto il mondo.

## Batteria e Autonomia
Per accumulare l'energia si utilizzava una batteria agli ioni di litio raffreddata ad acqua (LiMn2O4) con una capacità di 35 kWh e un peso di circa 250 kg. In Maggio 2018 Sono Motors ha comunicato l'accordo con il produttore Elring klinger, che avrebbe provveduto alla produzione della batteria della Sion.
La Sion doveva essere fornita con un sistema di connettori CCS (con connettore integrato Tipo 2). Il cavo di ricarica di tipo 2 doveva essere disponibile come optional a pagamento. Il caricabatterie incorporato era progettato per caricare la batteria con una potenza da 3,7 kW a 22 kW (AC) per la ricarica Mode2 e Mode3 secondo IEC 62196. Per la ricarica in corrente continua a CCS, la ricarica doveva arrivare sino a 50 kW.
La Sion aveva un'autonomia ipotizzata di 320 km (NEFZ), che corrisponde a circa 250 km in condizioni di guida reali.

## Workshop ("reSono")
Il manuale d'officina della Sion, compresi i dati CAD di tutti i ricambi, per stampanti 3D, dovevano essere disponibili al pubblico (senza licenza) con la consegna del primo esemplare, e quindi si attendono costi di manutenzione ragionevoli. dovevano essere disponibili sul sito internet aziendale video e istruzioni, per montare parti di ricambio indipendentemente dai riparatori professionali, oppure per permettere l'installazione di ricambi anche a riparatori professionali senza precedenti conoscenze specifiche sul mezzo.

## Sharing (goSono)
Su richiesta, il proprietario del veicolo avrebbe dovuto poter usare l'app goSono di Sono Motors inclusa nella Sion per offrire servizio di ricarica ad altri veicoli (power-sharing), passaggi (ride-sharing) o noleggiare il veicolo stesso (car -sharing).

## Prenotazioni e Ordini
Era possibile prenotare il veicolo sul sito di Sono Motors mediante un deposito di denaro. A questi potenziali clienti sarebbe stato offerto in seguito un contratto di vendita, qualche settimana prima della consegna in cui si può confermare o rinunciare alla proposta di vendita. La consegna sarebbe dovuta avvenire a Bremerhaven (Germania), oppure con un extra-costo in altro luogo a richiesta.

### Prezzi
Per la Sion era previsto un costo di 16.000 euro batterie escluse. Questo prezzo competitivo, rispetto ad altre auto elettriche, era possibile grazie all'uso di componenti di auto tradizionali non più coperte da diritti esclusivi di utilizzo.(Carry Over Strategy). Il motore era fornito da Continental e la batteria da ElringKlinger.
Sono Motors aveva previsto un prezzo di acquisto della batteria inferiore a 9.500 euro.